# Зима мертвецов: Метелица
«Зима мертвецов: Метелица» — российский фильм ужасов, снятый режиссёром Николаем Пигарёвым. Съемки проходили с 3 августа 2010 по 28 августа 2010 в Минске .. 3 ноября 2012 года с целью привлечения дистрибьюторов состоялся специальный показ фильма в Великобритании на фестивале Leeds International Film Festival., а после — ещё на нескольких фестивалях, включая фестиваль поклонников фантастики «Старкон», прошедший 14 июля 2013 года в Санкт-Петербурге. Несмотря на это, компании, желающие выпустить фильм в прокат, так и не были найдены.

## Сюжет
События разворачиваются где-то в российской глубинке, куда прибывает московский журналист Константин с оператором Владом, для того чтобы взять интервью у местного олигарха. Константин знакомится с дочерью последнего по имени Искра и местными старожилами, священником Михаилом, капитаном Игорем Князевым и местными криминальными элементами. Тихий городок посреди лета внезапно накрывает снег, а вслед за этим появляются зомби. Начинается борьба за выживание, в ходе которой одни объединяют свои усилия, в то время как другие пытаются свести счёты. В начале фильма показывается причина эпидемии — неизвестный самолёт распыляет биологическое оружие в облаках.

## В ролях
- Юлия Юдинцева — Дарья, жена авторитета
- Михаил Борзенков — журналист Константин, приехавший из Москвы за интервью
- Александр Абрамович — отец Михаил
- Максим Суханов — зомби
- Татьяна Жевнова — Искра, дочь местного олигарха
- Дмитрий Кожуро — капитан Игорь Князев, любовник Дарьи
- Илья Черепко — оператор Влад, помощник Константина
- Андрей Карако — Сергей‚ охранник авторитета